# Euforione di Calcide
Euforione di Calcide, figlio di Polimnesto (in greco antico: Εὐϕορίων?, Euphoríōn, in latino Euphorion; Calcide, 275 a.C. – Antiochia di Siria, 200 a.C.) è stato un poeta e bibliotecario greco antico.

## Biografia
Euforione nacque a Calcide, in Eubea, e studiò con il filosofo Lacide, capo dell'Accademia tra il 241 e il 216 a.C. e con il poeta Archebulo di Tera.
Protetto da Nicea, moglie del governatore dell'Eubea, riuscì ad essere presentato al re Antioco III, divenendo direttore della biblioteca di Antiochia e scrivendo opere di erudizione storica in prosa, come uno studio sugli Aleuadi di Tessaglia e uno sui Giochi Istmici; fu anche filologo, studiando il lessico di Ippocrate e critico letterario, occupandosi dei poeti lirici.
Euforione morì in Siria e venne sepolto ad Apamea o ad Antiochia.

## Opere
Delle sue opere poetiche ci restano due brevi epigrammi e circa 300 versi sparsi e frammentari. Il lessico Suda riporta, tra le opere euforionee:
(Suda, e 3801)
Sicché, dal lessico bizantino e da altre fonti, ricostruiamo i titoli di Μοψοπία; Χιλιάδες (in cinque libri); Ἀραὶ ἢ Ποτηριοκλέπτης (Maledizioni, ovvero il ladro del vaso); Διόνυσος: probabilmente conteneva leggende dionisiache;  Θρᾷξ, che conteneva la storia di incesto di Climeno e Arpalice con la loro trasformazione in uccelli, l'amore criminale e la morte di Trambelos, il salvataggio di Anfiarao dai suoi cavalli e almeno la menzione casuale di Eracle, che porta alla luce Cerbero. Cosa indichi il titolo, comunque, rimane oscuro.

I suoi brevi poemetti hanno come modello i poemi omerici per quanto riguarda il metro esametro e i riferimenti al mito; invece, per quanto riguarda la tecnica poetica, richiama quella callimachea, la brevità e l'interesse per il particolare, per il mito meno noto; e tutto questo ha la funzione di stupire il lettore, di produrre meraviglia.
Infatti Euforione fu un poeta dotto, una figura di proverbiale oscurità; nel suo stile si trovano numerosi neologismi, parole rare, ricercate, preziose, che riflettono la sua vasta cultura e il gusto tipicamente ellenistico per il particolare.
Fu ammirato da Catullo e imitato dagli altri neoteroi, ma non da Cicerone, che deplorava chi lo preferiva a Ennio e definì sdegnosamente cantores Euphorionis i suoi imitatori.